# Sibil·la Augusta de Saxònia-Lauenburg
Sibil·la Augusta de Saxònia-Lauenburg (en alemany Franziska Sibylla Augusta von Sachsen-Lauenburg) va néixer a Ratzeburg (Alemanya) el 21 de gener de 1675 i va morir a Rastatt el 10 de juliol de 1733. Era filla del duc Juli Francesc (1641-1689) i de la comtessa Maria Hedwig de Sulzbach (1650-1681).
Les ocupacions militars del seu marit, com a general de l'exèrcit imperial, que passava llargues temporades fora en diverses campanyes militars, van fer que hagués d'ocupar-se en bona part de l'administració del ducat. Fins que el 1707, en quedar viuda exercí oficialment la regència de Baden-Baden fins al 1727. S'ocupà especial de reconstruir el país devastat i arruïnat amb les guerres contra França. Amb una política de control de les finances va poder emprendre la construcció de diversos palaus i esglésies, com els de Weißes, de Rastatt o Ettlingen.

## Matrimoni i fills
El 27 de març de 1690, amb només 15 anys, es va casar amb Lluís Guillem de Baden-Baden (1655-1707), fill de Ferran Maximilià (1625-1669) i de la princesa Lluïsa Cristina de Savoia-Carignan (1627-1689).
El matrimoni va tenir nou fills, sis dels quals moriren prematurament:
- Leopold Guillem (1695-1696
- Carlota (1696-1700)
- Carles Josep (1697-1703]
- Guillemina [(1700-1702
- Lluïsa (1701-1707)
- Lluís Jordi (1702-1761), casat primer amb Maria Anna de Schwarzenberg, i després amb Maria Anna de Baviera.
- Guillem Jordi (1703-1709
- Augusta (1704-1726], casada amb el duc Lluís d'Orleans (III duc d'Orleans) (1703-1752).
- August Jordi (1706-1771), casat amb Maria Victòria d'Arenberg.